# James Ellison (skådespelare)
James Ellison, född 4 maj 1910 i Guthrie Center i Iowa, död 23 december 1993 i Montecito i Kalifornien, var en amerikansk skådespelare. Ellison medverkade bland annat i filmer som Bill Cassidy gör slag i saken, Överfallet vid Gunsight, Bakhållet vid Black Valley, Svart mystik och Tutti Frutti.

## Filmografi i urval
- 1933 – Spökflygaren
- 1935 – Skandalen för dagen
- 1935 – Hjärter i trumf
- 1935 – Västerns musketörer
- 1935 – Hämnaren från vidderna
- 1935 – Bill Cassidy gör slag i saken
- 1936 – Överfallet vid Gunsight
- 1936 – Bakhållet vid Black Valley
- 1938 – Hans hemliga fru
- 1939 – Doktorn i dilemma
- 1940 – Anne of Windy Poplars
- 1941 – Charleys tant
- 1943 – Svart mystik
- 1943 – Tutti Frutti
- 1945 – Hollywood and Vine
- 1947 – The Ghost Goes Wild
- 1951 – Whistling Hills
- 1952 – Dead Man's Trail